# JTBC 뉴스 오늘의 모든 조간
JTBC 뉴스 오늘의 모든 조간은 대한민국에서 평일 오전 5시 50분에 텔레비전으로 방송되었던 JTBC의 주중 아침 뉴스 프로그램이다.

## 그 외 JTBC 뉴스 프로그램
- JTBC 뉴스 정오의 현장
- JTBC 뉴스 이브닝
- JTBC 뉴스 9
- 날씨&스포츠 쨍하고 공뜬날
- JTBC 주말뉴스